# غرطر مدرج
غرطر مدرج (الاسم العلمي: Thamnophis scalaris) هو نوع من الزواحف يتبع جنس الغرطر من فصيلة الأحناش.